# Gzin

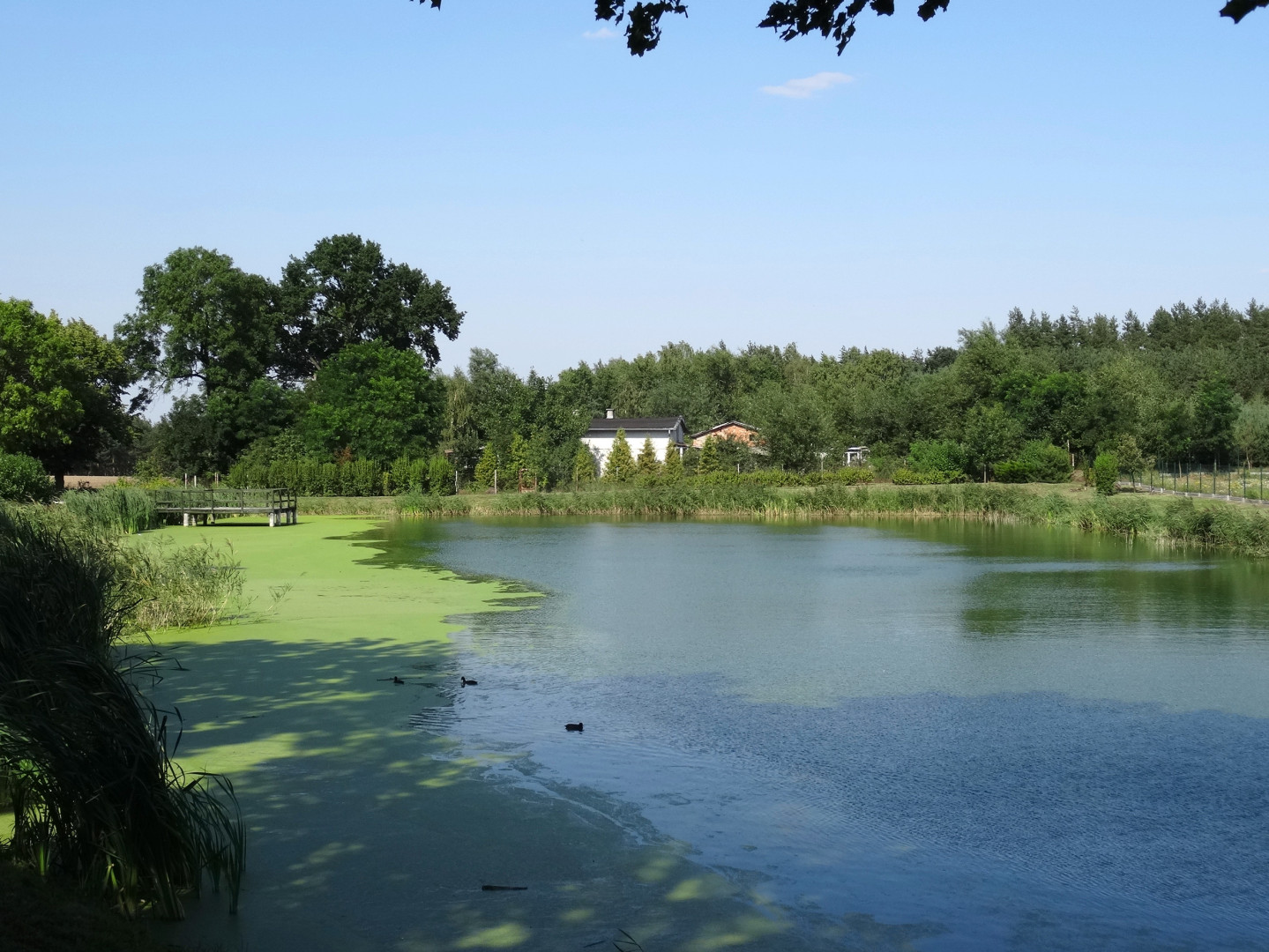
Staw w Gzinie

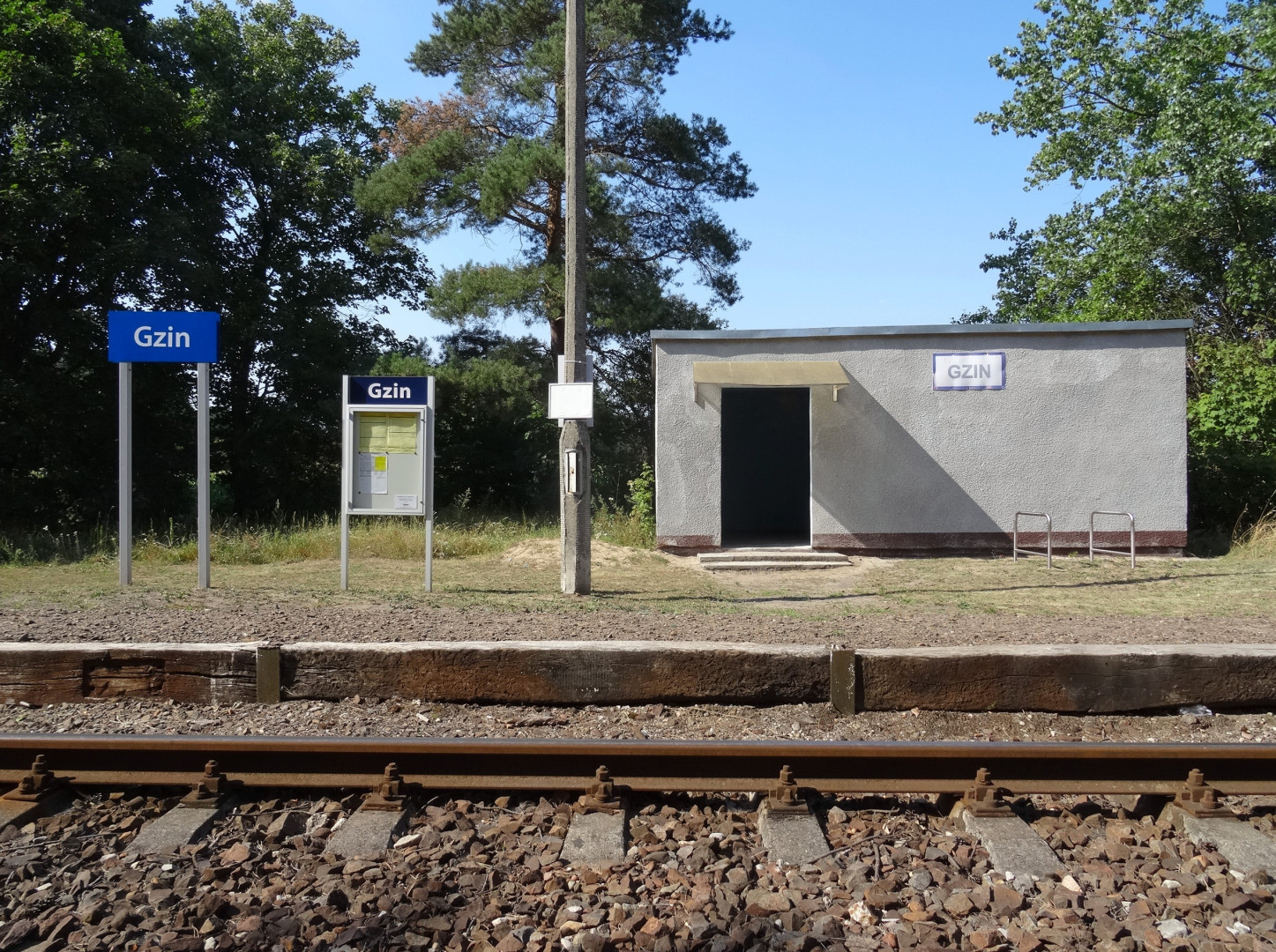
Przystanek kolejowy w Gzinie

Gzin – wieś w Polsce, położona w województwie kujawsko-pomorskim, w powiecie bydgoskim, w gminie Dąbrowa Chełmińska.
W latach 1939–1945 położona była w okręgu Rzeszy Gdańsk-Prusy Zachodnie, w rejencji bydgoskiej (Regierungsbezirk Bromberg), w powiecie Chełmno (Kreis Kulm).
W latach 1975–1998 miejscowość administracyjnie należała do województwa bydgoskiego.

## Położenie
Miejscowość położona jest w gminie Dąbrowa Chełmińska, powiecie bydgoskim, na historycznej Ziemi Chełmińskiej. Wieś położona jest na skraju Wysoczyzny Chełmińskiej, na krawędzi zbocza Doliny Dolnej Wisły. W związku z tym topografia wsi jest urozmaicona. Na północnym skraju wysoczyzna przechodzi w głęboki parów, odwadniany przez strumień.

## Nazwa
Nazwę wsi wywodzi się od rzeczownika giez, oznaczającego dokuczliwego, gryzącego insekta, owada. W najstarszych źródłach pisanych, Gzin pojawia się jako: Kysin, Kschin, Gzyne, Gdzyn.

## Charakterystyka
Gzin jest miejscowością sołecką w gminie Dąbrowa Chełmińska. Przez obrzeża wsi przebiega linia kolejowa nr 209 Bydgoszcz Wschód – Brodnica z przystankiem kolejowym Gzin. Miejscowość z Czarżem łączy malownicza droga biegnąca zboczem doliny Wisły o deniwelacji sięgającej 50 m. U podnóża doliny znajduje się wieś zwana Gzinem Dolnym. Zlokalizowany jest tu m.in. zakład górniczy wydobywający piasek i żwir ze skarpy doliny Wisły.

### Demografia
Według Narodowego Spisu Powszechnego (III 2011 r.) Gzin liczył 611 mieszkańców. Jest czwartą co do wielkości miejscowością gminy Dąbrowa Chełmińska.

### Przyroda i rekreacja
Wieś położona jest na obszarze o wysokich walorach przyrodniczych. Jest otoczona dużym kompleksem leśnym. W bezpośrednim sąsiedztwie znajduje się rezerwat przyrody Linje, chroniący torfowisko, a pewnym oddaleniu trzy inne rezerwaty przyrody: Las Mariański, Wielka Kępa Ostromecka oraz Reptowo. W 2003 tereny otaczające wieś włączono w obszar Zespołu Parków Krajobrazowych Chełmińskiego i Nadwiślańskiego.

### Szlaki turystyczne
Przez Gzin przebiegają szlaki turystyczne:
- pieszy szlak turystyczny (48,4 km) „Rezerwatów Chełmińskich”, wiodący z Bydgoszczy-Fordonu do Chełmna[7]
- szlak rowerowy „Po Dolinie Dolnej Wisły” Cierpice-Bydgoszcz-Świecie-Nowe-Gniew-Tczew-Kwidzyn-Grudziądz-Świecie-Ostromecko-Zamek Bierzgłowski

### Grodzisko
Na zachód od miejscowości, około 500 m na południe od polnej drogi z Gzina do Czarża i na północ od drogi z Gzina do Czemlewa znajduje się grodzisko kultury łużyckiej z okresu halsztackiego i wczesnego okresu lateńskiego. Położone jest na północnym skraju wysoczyzny morenowej, przechodzącej w głęboki parów w zboczu doliny Wisły. Grodzisko ma wymiary 180 x 112 m, o wałach tworzących czworobok o wysokości 1–11 m. Badania archeologiczne przeprowadzono w latach 1968-1969 (J. Chudziakowa) i 1970-1972 (O. Romanowska-Grabowska). Odkryto warstwy kulturowe o miąższości od 3,9 do 5 m. Stwierdzono dwie fazy budowy wału: w pierwszej fazie konstrukcje drewniane uległy całkowitemu spaleniu, a następnie zasypano je warstwą piasku, co spowodowało poszerzenie wału w drugiej fazie. Wykopaliska odkryły również istnienie fosy od strony zachodniej. W majdanie (wnętrzu) grodzisko odsłonięto ok. 50 jam śmietnikowych z licznymi kośćmi zwierzęcymi i ludzkimi. Konstrukcje obronna miała prawdopodobnie formę osieku, który istniał tu jeszcze przed wzniesieniem osady obronnej, potem grodu warownego z załogą. Zniszczenie grodu wiązało się z najazdem Scytów (500 lat p.n.e.) lub później Prusów.
Domostwa półziemiankowe koncentrowały się wokół wału, tworząc pośrodku pusty plac. Wśród znalezisk znajdowały się narzędzia żelazne, ozdoby brązowe oraz znaczne ilości przedmiotów wykonanych z kości i poroży. Nie zarejestrowano znalezisk z okresu prasłowiańskiego.
W latach 60. XX wieku w Gzinie znaleziono duży skarb monetarny w Polsce (monety z czasów Zygmunta III Wazy).

### Dawne cmentarze
Na terenie wsi zlokalizowany jest nieczynny cmentarz ewangelicki.

## Historia
Nazwę miejscowości (Gzyne) wymieniono 5 sierpnia 1222 roku w akcie nadania przez księcia Konrada Mazowieckiego rozległych posiadłości w ziemi chełmińskiej na rzecz biskupa misyjnego Prus Chrystiana. Z 1405 roku znany jest ze źródeł pisanych rycerz Mikołaj z Gzina. W 1408 w wyniku zamiany gruntów wieś dostaje się we własność kapituły chełmińskiej, a w 1505 – biskupstwa chełmińskiego. Od drugiej połowy XVI w. Gzin stanowił własność szlachecką Działyńskich. W I połowie XVII w. właścicielem był starosta bratiański Paweł Jan Działyński, późniejszy wojewoda pomorski. Po katastrofalnych zniszczeniach w wyniku wojen szwedzkich wieś zasiedlono na nowo w ustroju czynszowym, opartym na długoterminowej dzierżawie. W 1772 w wyniku I rozbioru Polski szlachecka własność ziemi w Gzinie przeszła pod zarząd pruski. W 1823 na podstawie pruskiej ustawy uwłaszczeniowej nastąpiła separacja gruntów chłopskich i folwarcznych. Własność dworska należała do Józefa Stefańskiego, którego łączny majątek sięgał 1172 ha wraz z folwarkami: Kijewo Szlacheckie (242 ha), Klęczkowo (312 ha), Kosowizna (175 ha), Lisewo (113 ha). W 1881 we wsi istniało 20 budynków, w tym 9 mieszkalnych. Miejscowość zamieszkiwały 144 osoby, w tym 124 katolików. Przeważali mało- i średniorolni chłopi. W latach 1939 - 1942 dotychczasową nazwą wsi (i znajdującego się tam majątku) było Kisin, lecz po przeprowadzonej zamianie nazw miejscowości w Okręgu Rzeszy Gdańsk-Prusy Zachodnie, w latach 1942 - 1945 nazywała się Kiesen. W 1945 roku własność dworską w Gzinie przejął Skarb Państwa, a większość gruntów w wyniku reformy rolnej rozparcelowano.

## Galeria

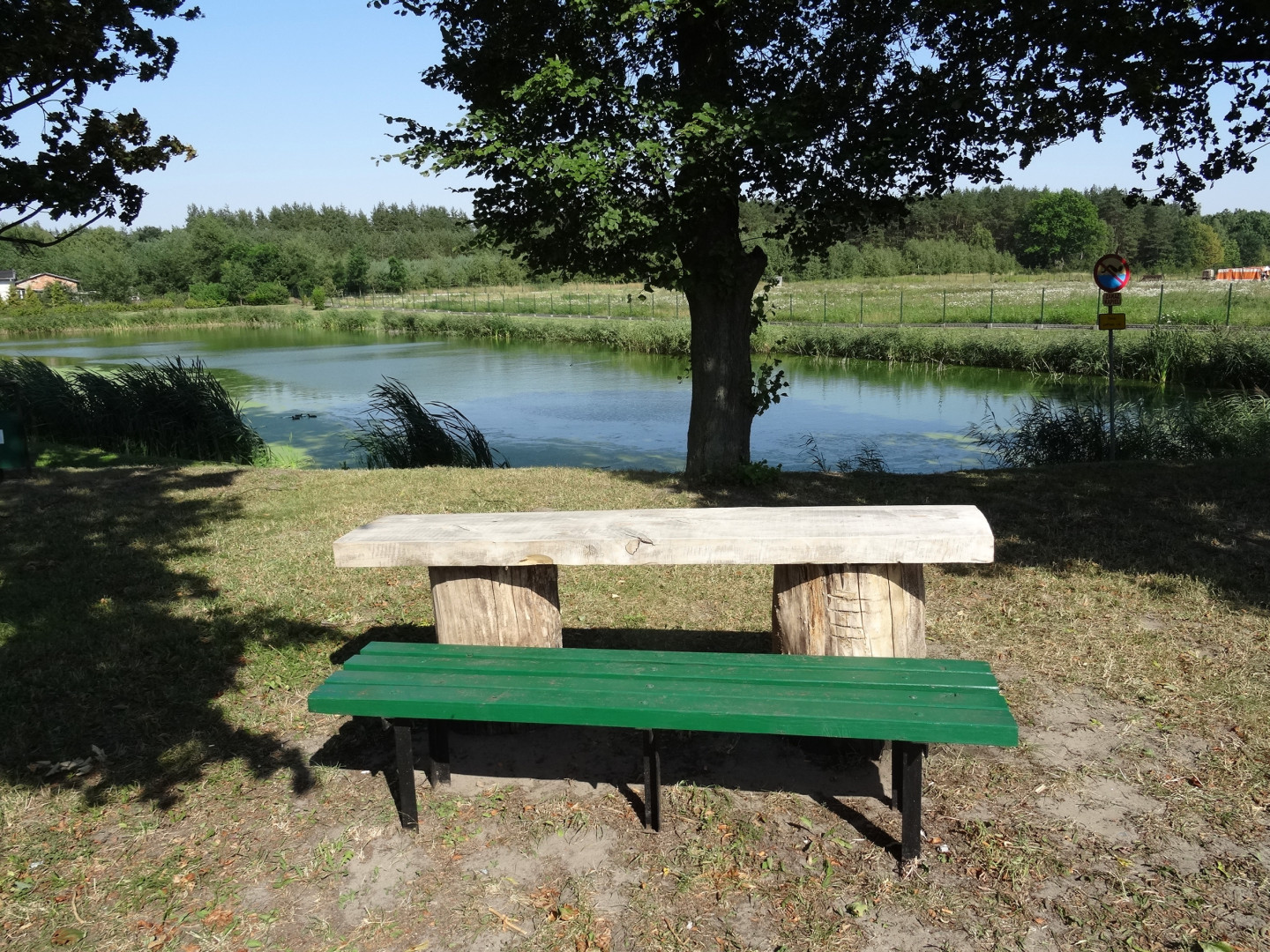
Miejsce rekreacji przy stawie
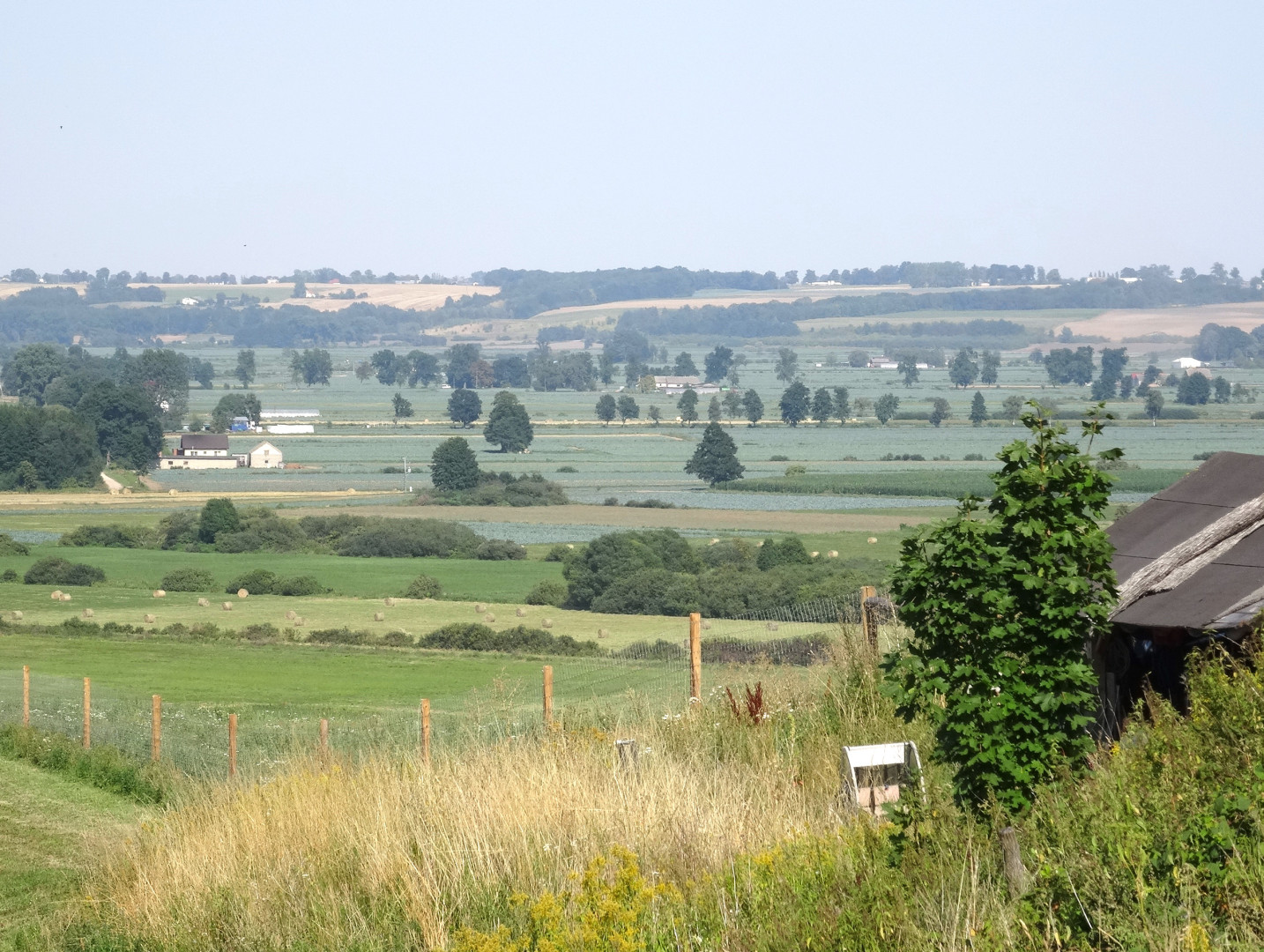
Panorama doliny Wisły z Gzina
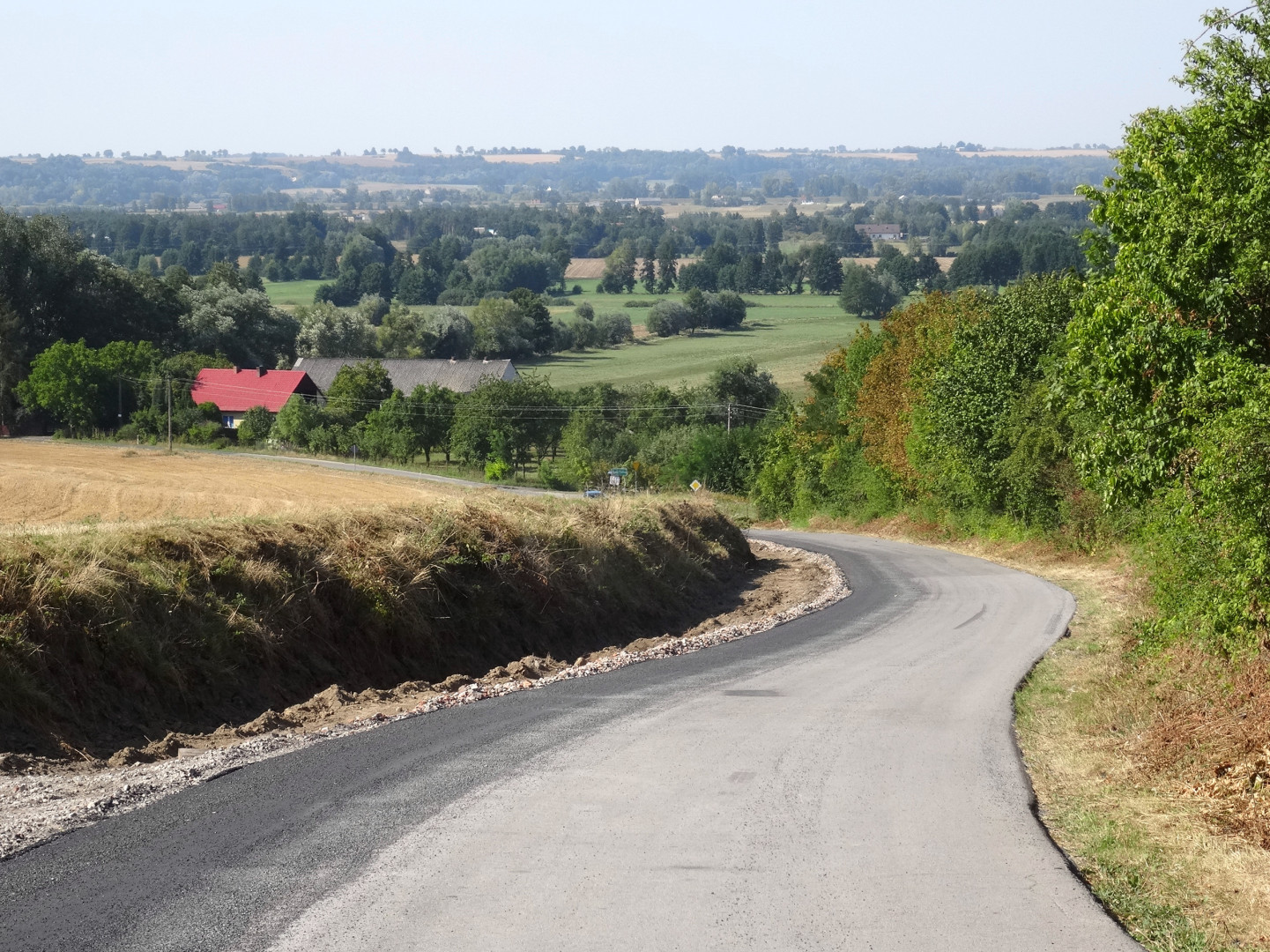
Droga Gzin-Czarże
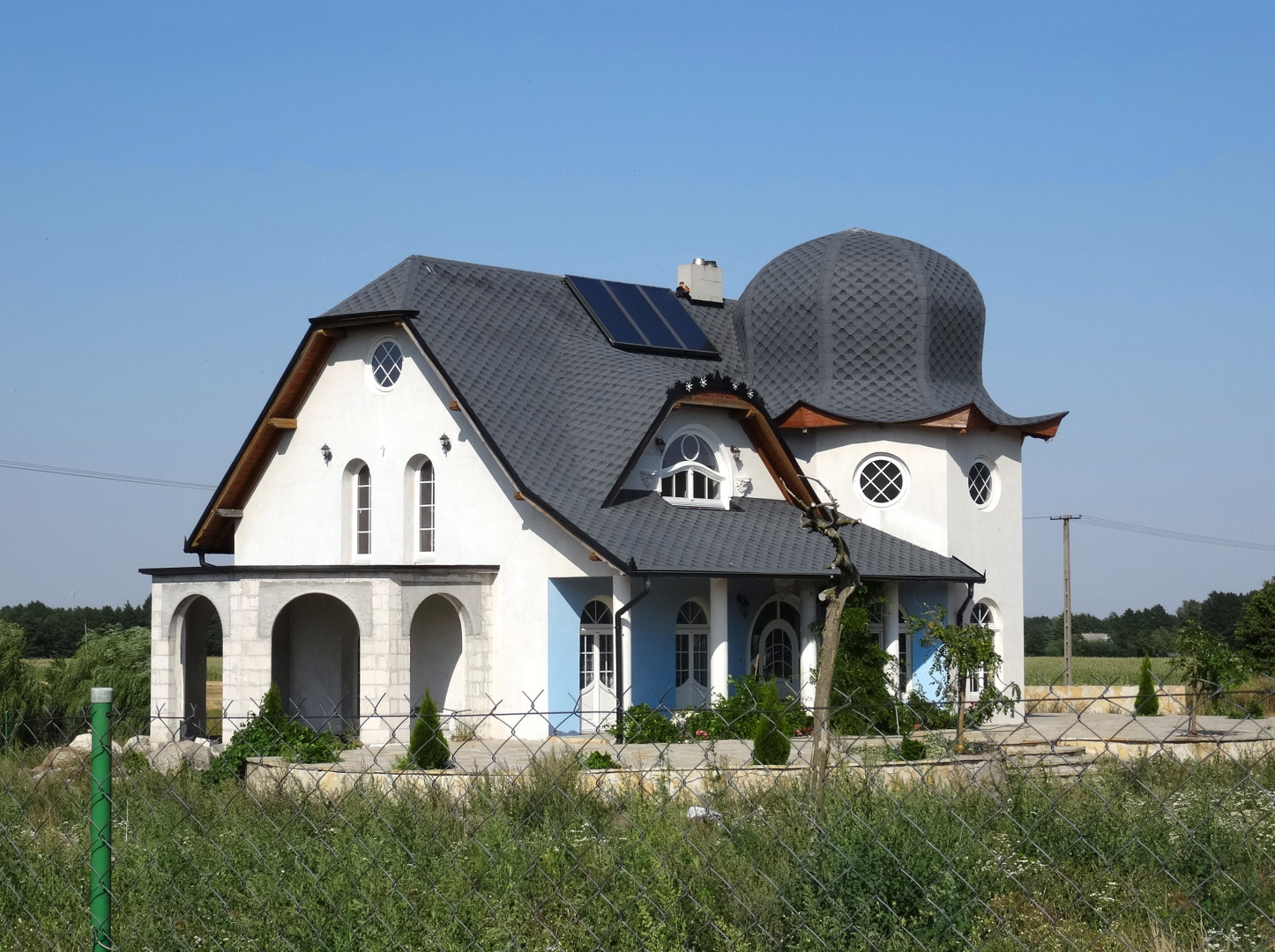
Dom w Gzinie Dolnym
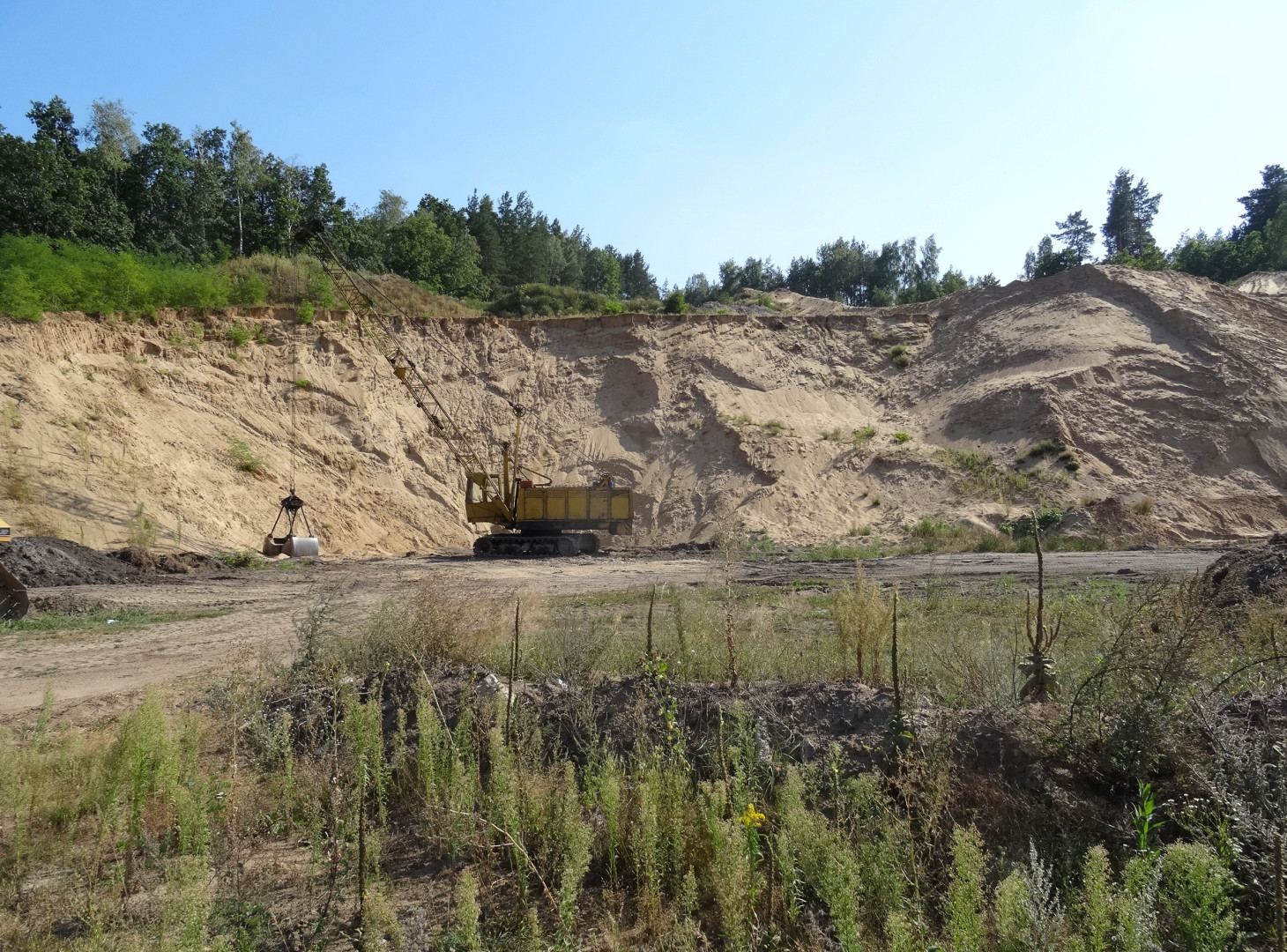
Zakład górniczy w Gzinie Dolnym
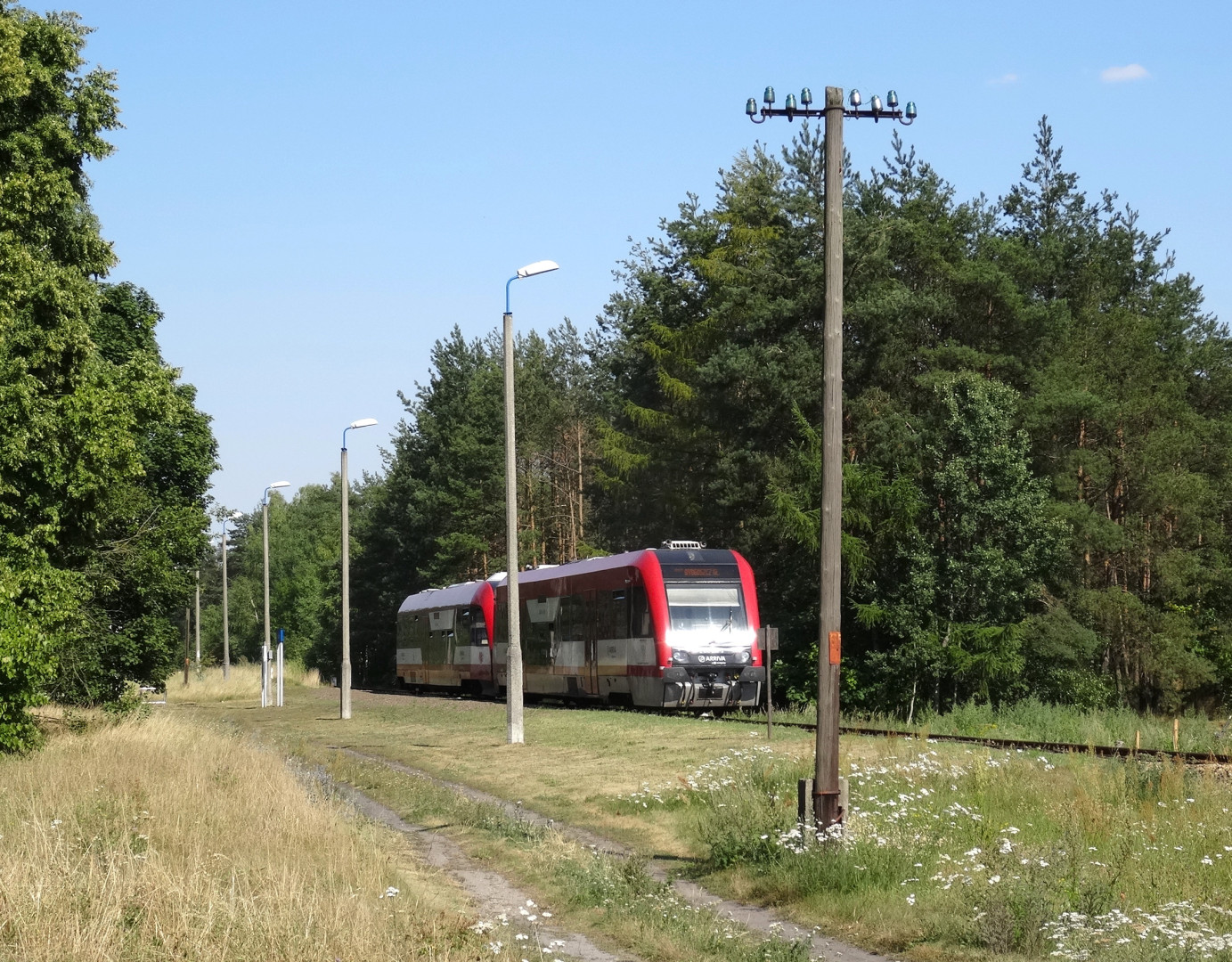
Szynobus w Gzinie